# Зимние Олимпийские игры 2018
Зи́мние Олимпи́йские и́гры 2018 (англ. 2018 Winter Olympics, фр. Jeux Olympiques d’hiver de 2018, официальное название: XXIII Зи́мние Олимпи́йские и́гры) — международное спортивное мероприятие, которое проходило с 9 по 25 февраля 2018 года на олимпийских объектах, расположенных в уезде Пхёнчхан провинции Канвондо, Республика Корея.
Официальные заявки на проведение Игр поданы к 15 октября 2009 года. 6 июля 2011 года Международный олимпийский комитет, на своей 123-й сессии в Дурбане (ЮАР), объявил Пхёнчхан столицей XXIII Зимних Олимпийских игр.

## Выборы столицы
Свои заявки на проведение соревнований подали 3 города (наименьшее количество заявок со времён зимней Олимпиады 1988 года в Калгари, Канада):
- Анси, Франция — подавал заявку впервые.
- Мюнхен, Германия — принимал летние Олимпийские игры 1972, с тех пор Олимпийские игры в Германии не проводились.
- Пхёнчхан, Республика Корея — третья подряд заявка (победитель выборов).

### Детали заявок
- До своей победы Пхёнчхан уступил всего четыре голоса Сочи в борьбе за право проведения зимней Олимпиады 2014 года, а четырьмя годами ранее также проиграл три голоса Ванкуверу за право провести зимние Олимпийские игры 2010. На момент голосования из азиатских стран зимняя Олимпиада проходила лишь в Японии (дважды: в Саппоро в 1972 году и в Нагано в 1998 году).
- Германия могла принять у себя Олимпиаду впервые после объединения страны. Ранее ФРГ принимала летние Олимпийские игры в 1972 году в том же Мюнхене. Зимние Олимпийские игры Германия принимала один раз: в 1936 году в Гармиш-Партенкирхене, в один год с летней Олимпиадой в Берлине. В случае победы это был бы первый случай, когда один город становился столицей и летней, и зимней Олимпиады.
- Во Франции зимняя Олимпиада последний раз прошла в 1992 году в Альбервиле, а всего в этой стране два раза проходили летние и три раза зимние Олимпийские игры (второе место по количеству Олимпиад после США, где летние и зимние Игры проходили восемь раз).

Окончательное голосование по выбору города прошло 6 июля 2011 года на 123-й сессии МОК в Дурбане, ЮАР. Голосование завершилось в первом раунде, то есть более половины принявших в нём участие членов МОК высказались за одну кандидатуру.
| Кандидаты | Страна           | 1-й раунд |
| Пхёнчхан  | Республика Корея | 63        |
| Мюнхен    | Германия         | 25        |
| Анси      | Франция          | 7         |

## Символика

### Эмблема
В качестве основных элементов логотипа выступают буквы корейского алфавита хангыль. Символы «ㅍ» и «ㅊ» — согласные, с которых начинается название места проведения Олимпиады — Пхёнчхан, на хангыле — 평창. Первый элемент «ㅍ» представляет собой три составных корейской традиционной культуры Чхон-Джи-ин (天地人), призванные символизировать существование в гармонии неба, земли и человека. Второй элемент «ㅊ» — это снег и лёд, символизирующие соответствующие зимние виды спорта. Используемые пять цветов — это традиционные цвета Кореи, совпадающие с цветами Олимпийского флага: белый, черный, синий/зеленый, желтый и красный.
Логотип был презентован 3 мая 2013 года. Автор — известный южнокорейский художник-дизайнер Ха Чжон Чжу (Ha Jong-joo).

### Талисманы
Талисманами Олимпийских игр стали тигрёнок Сухоран (в Олимпиаде) и медвежонок Пандаби (в Паралимпиаде).

### Олимпийский огонь
Эстафета олимпийского огня по традиции началась в Греции 24 октября 2017 года, верховной жрицей церемонии зажжения была актриса Катерина Леху. Первым факелоносцем стал греческий лыжник Апостолос Ангелис. Эстафету от грека сразу принял бывший футболист английского «Манчестер Юнайтед» и сборной Южной Кореи Пак Чжи Сун. По территории Греции эстафета продлилась восемь дней. По сообщению ТАСС, 31 октября на афинском стадионе «Панатинаикос» олимпийский огонь был торжественно передан представителям оргкомитета Игр в Пхёнчхане. 1 ноября 2017 года олимпийский огонь доставили в Южную Корею. На территории Южной Кореи эстафета Олимпийского огня стартовала 1 ноября — за 100 дней до церемонии открытия игр. Маршрут эстафеты, в которой принимали участие 7,5 тысяч факелоносцев, составила 2018 километров и прошла по 17 городам и провинциям страны. Эстафета закончилась 9 февраля 2018 года на Олимпийском стадионе Пхёнчхан.

### Медали
21 сентября в столице Республики Корея были представлены медали Олимпиады-2018. На лицевой стороне медалей нанесены диагональные линии, символизирующие историю Олимпиад и решительность спортсменов. На обратной стороне изображены спортивные дисциплины. Ленты для медалей создаются с использованием традиционных корейских тканей.

## Соревнования

### Виды спорта
15 зимних спортивных дисциплин, составляющих собой 7 зимних видов спорта входящих в программу олимпийских игр. 3 коньковые дисциплины (фигурное катание, конькобежный спорт, и шорт-трек), 6 лыжных дисциплин (горнолыжный спорт, лыжный спорт, фристайл, лыжное двоеборье, прыжки с трамплина и сноуборд), 2 бобслейных вида спорта: бобслей и скелетон, и 4 других вида спорта: биатлон, кёрлинг, хоккей, и санный спорт.
Номера в скобках указывают количество комплектов медалей, разыгрываемых в конкретной дисциплине.
1.  Биатлон (11) (подробнее)

2. Бобслей
-  Бобслей (3) (подробнее)
-  Скелетон (2) (подробнее)

3.  Кёрлинг (3) (подробнее)

4. Коньковые виды спорта
-  Конькобежный спорт (14) (подробнее)
-  Фигурное катание (5) (подробнее)
-  Шорт-трек (8) (подробнее)

5. Лыжные виды спорта
-  Горнолыжный спорт (11) (подробнее)
-  Лыжное двоеборье (3) (подробнее)
-  Лыжные гонки (12) (подробнее)
-  Прыжки на лыжах с трамплина (4) (подробнее)
-  Фристайл (10) (подробнее)
-  Сноуборд (10) (подробнее)

6.  Санный спорт (4) (подробнее)

7.  Хоккей (2) (подробнее)
МОК включил шесть новых дисциплин в программу Олимпиады-2018, в программу добавлены дисциплина биг-эйр в сноуборде (мужчины и женщины), масс-старт в конькобежном спорте (мужчины и женщины), дабл-микст в кёрлинге и командные соревнования в горнолыжном спорте. Исключены две дисциплины — параллельный слалом в сноуборде (мужчины и женщины). Таким образом общее количество дисциплин по сравнению с Сочи-2014 увеличилось на 4 и составило 102. Решение было принято на заседании исполкома 8 июня 2015 МОК в Лозанне.

### Участники
На Олимпийских играх в Пхёнчхане были представлены 92 страны. Сразу 6 стран впервые приняли участие в зимних Олимпийских играх: Республика Косово, Малайзия, Нигерия, Сингапур, Эквадор и Эритрея. После перерыва вновь выступили сборные Боливии, Ганы, Кении, Колумбии, КНДР, Мадагаскара, Пуэрто-Рико и ЮАР. 2 декабря 2017 года стало известно, что сборная КНДР не примет участие в Олимпиаде. 9 января, в результате переговоров двух Корей, было принято соглашение об участии КНДР в олимпийских играх. Также на играх выступила объединённая сборная Кореи, которая приняла участие в женском хоккейном турнире.
| - Австралия (51) - Австрия (105) - Азербайджан (1) - Албания (2) - Андорра (5) - Аргентина (7) - Армения (3) - Беларусь (33) - Бельгия (21) - Бермуды (1) - Болгария (21) - Боливия (2) - Босния и Герцеговина (4) - Бразилия (9) - Великобритания (59) - Венгрия (19) - Восточный Тимор (1) - Гана (1) - Германия (156) | - Гонконг (1) - Греция (4) - Грузия (4) - Дания (17) - Израиль (10) - Индия (2) - Иран (4) - Ирландия (5) - Исландия (5) - Испания (13) - Италия (122) - Казахстан (46) - Канада (227) - Кения (1) - Кипр (1) - Кыргызстан (2) - Китай (81) - КНДР (10) - Колумбия (4) | - Корея (35) - Косово (1) - Латвия (34) - Ливан (3) - Литва (9) - Лихтенштейн (3) - Люксембург (1) - Мадагаскар (1) - Македония (3) - Малайзия (2) - Мальта (1) - Марокко (2) - Мексика (4) - Молдова (2) - Монако (4) - Монголия (2) - Нигерия (3) - Нидерланды (34) - Новая Зеландия (21) | - Норвегия (109) - ОСР (168) - Пакистан (2) - Польша (63) - Португалия (2) - Пуэрто-Рико (1) - Румыния (27) - Сан-Марино (1) - Сербия (4) - Сингапур (1) - Словакия (56) - Словения (71) - США (241) - Таиланд (4) - Тайвань (4) - Того (1) - Тонга (1) - Турция (8) | - Узбекистан (2) - Украина (33) - Филиппины (2) - Финляндия (106) - Франция (107) - Хорватия (19) - Черногория (3) - Чехия (95) - Чили (7) - Швейцария (170) - Швеция (119) - Эквадор (1) - Эритрея (1) - Эстония (22) - ЮАР (1) - Республика Корея (хозяева) (121) - Ямайка (3) - Япония (124) |

| - Австралия (51) - Австрия (105) - Азербайджан (1) - Албания (2) - Андорра (5) - Аргентина (7) - Армения (3) - Беларусь (33) - Бельгия (21) - Бермуды (1) - Болгария (21) - Боливия (2) - Босния и Герцеговина (4) - Бразилия (9) - Великобритания (59) - Венгрия (19) - Восточный Тимор (1) - Гана (1) - Германия (156) | - Гонконг (1) - Греция (4) - Грузия (4) - Дания (17) - Израиль (10) - Индия (2) - Иран (4) - Ирландия (5) - Исландия (5) - Испания (13) - Италия (122) - Казахстан (46) - Канада (227) - Кения (1) - Кипр (1) - Кыргызстан (2) - Китай (81) - КНДР (10) - Колумбия (4) | - Корея (35) - Косово (1) - Латвия (34) - Ливан (3) - Литва (9) - Лихтенштейн (3) - Люксембург (1) - Мадагаскар (1) - Македония (3) - Малайзия (2) - Мальта (1) - Марокко (2) - Мексика (4) - Молдова (2) - Монако (4) - Монголия (2) - Нигерия (3) - Нидерланды (34) - Новая Зеландия (21) | - Норвегия (109) - ОСР (168) - Пакистан (2) - Польша (63) - Португалия (2) - Пуэрто-Рико (1) - Румыния (27) - Сан-Марино (1) - Сербия (4) - Сингапур (1) - Словакия (56) - Словения (71) - США (241) - Таиланд (4) - Тайвань (4) - Того (1) - Тонга (1) - Турция (8) | - Узбекистан (2) - Украина (33) - Филиппины (2) - Финляндия (106) - Франция (107) - Хорватия (19) - Черногория (3) - Чехия (95) - Чили (7) - Швейцария (170) - Швеция (119) - Эквадор (1) - Эритрея (1) - Эстония (22) - ЮАР (1) - Республика Корея (хозяева) (121) - Ямайка (3) - Япония (124) |

| - Австралия (51) - Австрия (105) - Азербайджан (1) - Албания (2) - Андорра (5) - Аргентина (7) - Армения (3) - Беларусь (33) - Бельгия (21) - Бермуды (1) - Болгария (21) - Боливия (2) - Босния и Герцеговина (4) - Бразилия (9) - Великобритания (59) - Венгрия (19) - Восточный Тимор (1) - Гана (1) - Германия (156) | - Гонконг (1) - Греция (4) - Грузия (4) - Дания (17) - Израиль (10) - Индия (2) - Иран (4) - Ирландия (5) - Исландия (5) - Испания (13) - Италия (122) - Казахстан (46) - Канада (227) - Кения (1) - Кипр (1) - Кыргызстан (2) - Китай (81) - КНДР (10) - Колумбия (4) | - Корея (35) - Косово (1) - Латвия (34) - Ливан (3) - Литва (9) - Лихтенштейн (3) - Люксембург (1) - Мадагаскар (1) - Македония (3) - Малайзия (2) - Мальта (1) - Марокко (2) - Мексика (4) - Молдова (2) - Монако (4) - Монголия (2) - Нигерия (3) - Нидерланды (34) - Новая Зеландия (21) | - Норвегия (109) - ОСР (168) - Пакистан (2) - Польша (63) - Португалия (2) - Пуэрто-Рико (1) - Румыния (27) - Сан-Марино (1) - Сербия (4) - Сингапур (1) - Словакия (56) - Словения (71) - США (241) - Таиланд (4) - Тайвань (4) - Того (1) - Тонга (1) - Турция (8) | - Узбекистан (2) - Украина (33) - Филиппины (2) - Финляндия (106) - Франция (107) - Хорватия (19) - Черногория (3) - Чехия (95) - Чили (7) - Швейцария (170) - Швеция (119) - Эквадор (1) - Эритрея (1) - Эстония (22) - ЮАР (1) - Республика Корея (хозяева) (121) - Ямайка (3) - Япония (124) |

| - Австралия (51) - Австрия (105) - Азербайджан (1) - Албания (2) - Андорра (5) - Аргентина (7) - Армения (3) - Беларусь (33) - Бельгия (21) - Бермуды (1) - Болгария (21) - Боливия (2) - Босния и Герцеговина (4) - Бразилия (9) - Великобритания (59) - Венгрия (19) - Восточный Тимор (1) - Гана (1) - Германия (156) | - Гонконг (1) - Греция (4) - Грузия (4) - Дания (17) - Израиль (10) - Индия (2) - Иран (4) - Ирландия (5) - Исландия (5) - Испания (13) - Италия (122) - Казахстан (46) - Канада (227) - Кения (1) - Кипр (1) - Кыргызстан (2) - Китай (81) - КНДР (10) - Колумбия (4) | - Корея (35) - Косово (1) - Латвия (34) - Ливан (3) - Литва (9) - Лихтенштейн (3) - Люксембург (1) - Мадагаскар (1) - Македония (3) - Малайзия (2) - Мальта (1) - Марокко (2) - Мексика (4) - Молдова (2) - Монако (4) - Монголия (2) - Нигерия (3) - Нидерланды (34) - Новая Зеландия (21) | - Норвегия (109) - ОСР (168) - Пакистан (2) - Польша (63) - Португалия (2) - Пуэрто-Рико (1) - Румыния (27) - Сан-Марино (1) - Сербия (4) - Сингапур (1) - Словакия (56) - Словения (71) - США (241) - Таиланд (4) - Тайвань (4) - Того (1) - Тонга (1) - Турция (8) | - Узбекистан (2) - Украина (33) - Филиппины (2) - Финляндия (106) - Франция (107) - Хорватия (19) - Черногория (3) - Чехия (95) - Чили (7) - Швейцария (170) - Швеция (119) - Эквадор (1) - Эритрея (1) - Эстония (22) - ЮАР (1) - Республика Корея (хозяева) (121) - Ямайка (3) - Япония (124) |

#### Отстранение Олимпийского комитета России

##### Предшествующие события
Ссылаясь на допинговые нарушения со стороны России, 13 сентября 2017 года руководители 17 антидопинговых агентств, входящих в институт Национальных антидопинговых организаций (NADO), призвали МОК отстранить Россию от участия в зимних Олимпийских играх 2018 года, а также призвали Россию подтвердить либо аргументированно опровергнуть Доклад Макларена. Глава Всемирного антидопингового агентства (ВАДА) Крейг Риди 15 сентября на 131-й сессии МОК в Лиме заявил, что ВАДА во многом не разделяет позицию руководителей NADO. 18 сентября 2017 года число антидопинговых организаций, призывающих отстранить Россию от зимних Олимпийских игр 2018 года в Пхёнчан, достигло 28.
16 ноября 2017 года Совет учредителей ВАДА принял решение не восстанавливать в правах Российское антидопинговое агентство (РУСАДА). «Вопрос к вам состоит в том, что если прошлая работа РУСАДА была полностью коррумпирована… и вы это отрицаете, как вы можете гарантировать, что это не повторится?», — заявил Джонатан Тейлор, глава комитета по соответствию ВАДА. Для восстановления РУСАДА «российские антидопинговые власти» (the responsible authorities for anti-doping in Russia) должны были признать выводы доклада Макларена, а также предоставить доступ к пробам мочи спортсменов, хранившихся в московской антидопинговой лаборатории.
2 декабря 2017 года комиссия Самюэля Шмида представила Исполкому МОК доклад об использовании допинга в России.

##### Решение об отстранении
5 декабря 2017 года МОК отстранил Олимпийский комитет России (что равнозначно отстранению команды России) от участия в Олимпийских играх 2018 года. При этом российские спортсмены смогут участвовать в соревнованиях на индивидуальной основе под нейтральным (олимпийским) флагом.
Приглашённые спортсмены будут участвовать под титулом «Олимпийский спортсмен из России», в церемониях награждения будет звучать олимпийский гимн. Это первое в истории отстранение от Олимпиады страны за допинг. Согласно решению МОК, ни один из чиновников минспорта России не получит аккредитацию на Играх в Корее. Поехать в Пхёнчхан не смогут тренеры и врачи, чьи спортсмены когда-либо были уличены на допинге.
Согласно сообщению МОК, причиной отстранения являются «систематические манипуляции антидопинговыми правилами и антидопинговой системой в России в период Олимпийских игр в Сочи с помощью методологии исчезновения позитивных проб (Disappearing Positive Methodology)». Данный вывод сделан в отчёте Самюэля Шмида, которому было поручено проверить факты о государственном вмешательстве в работу антидопинговой системы, изложенные в докладе Макларена.

### Календарь
| ЦО | Церемония открытия | ● | Квалификации | № | Финалы соревнований | ПВ | Показательные выступления | ЦЗ | Церемония закрытия |

| Февраль                     | Февраль         | 08 Чт | 09 Пт | 10 Сб | 11 Вс | 12 Пн | 13 Вт | 14 Ср | 15 Чт | 16 Пт | 17 Сб | 18 Вс | 19 Пн | 20 Вт | 21 Ср | 22 Чт | 23 Пт | 24 Сб | 25 Вс | Медали |
| --------------------------- | --------------- | ----- | ----- | ----- | ----- | ----- | ----- | ----- | ----- | ----- | ----- | ----- | ----- | ----- | ----- | ----- | ----- | ----- | ----- | ------ |
| Церемонии                   |                 |       | ЦО    |       |       |       |       |       |       |       |       |       |       |       |       |       |       |       | ЦЗ    |        |
| Биатлон                     |                 |       |       | 1     | 1     | 2     |       |       | 2     |       | 1     | 1     |       | 1     |       | 1     | 1     |       |       | 11     |
| Бобслей                     |                 |       |       |       |       |       |       |       |       |       |       | ●     | 1     | ●     | 1     |       |       | ●     | 1     | 3      |
| Горнолыжный спорт           |                 |       |       |       |       |       | 1     |       | 2     | 2     | 1     | 1     |       |       | 1     | 1     | 1     | 1     |       | 11     |
| Кёрлинг                     |                 | ●     | ●     | ●     | ●     | ●     | 1     | ●     | ●     | ●     | ●     | ●     | ●     | ●     | ●     | ●     | ●     | 1     | 1     | 3      |
| Конькобежный спорт          |                 |       |       | 1     | 1     | 1     | 1     | 1     | 1     | 1     |       | 1     | 1     |       | 2     |       | 1     | 2     |       | 14     |
| Лыжное двоеборье            |                 |       |       |       |       |       |       | 1     |       |       |       |       |       | 1     |       | 1     |       |       |       | 3      |
| Лыжные гонки                |                 |       |       | 1     | 1     |       | 2     |       | 1     | 1     | 1     | 1     |       |       | 2     |       |       | 1     | 1     | 12     |
| Прыжки на лыжах с трамплина |                 | ●     |       | 1     |       | 1     |       |       |       | ●     | 1     |       | 1     |       |       |       |       |       |       | 4      |
| Санный спорт                |                 |       |       | ●     | 1     | ●     | 1     | 1     | 1     |       |       |       |       |       |       |       |       |       |       | 4      |
| Скелетон                    |                 |       |       |       |       |       |       |       | ●     | 1     | 1     |       |       |       |       |       |       |       |       | 2      |
| Сноуборд                    |                 |       |       | ●     | 1     | 1     | 1     | 1     | 1     | 1     |       |       | ●     |       | ●     | ●     | 1     | 3     |       | 10     |
| Фигурное катание            |                 |       | ●     |       | ●     | 1     |       | ●     | 1     | ●     | 1     |       | ●     | 1     | ●     |       | 1     |       | ПВ    | 5      |
| Фристайл                    |                 |       | ●     |       | 1     | 1     |       |       | ●     | 1     | 1     | 2     | ●     | 1     | 1     | 1     | 1     |       |       | 10     |
| Хоккей                      |                 |       |       | ●     | ●     | ●     | ●     | ●     | ●     | ●     | ●     | ●     | ●     | ●     | ●     | 1     | ●     | ●     | 1     | 2      |
| Шорт-трек                   |                 |       |       | 1     |       |       | 1     |       |       |       | 2     |       |       | 1     |       | 3     |       |       |       | 8      |
| Медалей за день             | Медалей за день |       |       | 5     | 6     | 7     | 8     | 4     | 9     | 7     | 9     | 6     | 3     | 5     | 7     | 8     | 6     | 8     | 4     | 102    |
| Медалей всего               | Медалей всего   |       |       | 5     | 11    | 18    | 26    | 30    | 39    | 46    | 55    | 61    | 64    | 69    | 76    | 84    | 90    | 98    | 102   |        |
| Февраль                     | Февраль         | 08 Чт | 09 Пт | 10 Сб | 11 Вс | 12 Пн | 13 Вт | 14 Ср | 15 Чт | 16 Пт | 17 Сб | 18 Вс | 19 Пн | 20 Вт | 21 Ср | 22 Чт | 23 Пт | 24 Сб | 25 Вс | Медали |

### Медальный зачёт
В таблице указана первая десятка стран по количеству золотых медалей. В случае одинакового количества золотых медалей, места распределены по количеству серебряных медалей.

Жирным выделено наибольшее количество медалей в своей категории; страна-организатор также выделена.
|       | Общее количество медалей | Общее количество медалей | Общее количество медалей | Общее количество медалей | Всего |
| Место | Страна                   | Золото                   | Серебро                  | Бронза                   | Всего |
| ----- | ------------------------ | ------------------------ | ------------------------ | ------------------------ | ----- |
| 1     | Норвегия                 | 14                       | 14                       | 11                       | 39    |
| 2     | Германия                 | 14                       | 10                       | 7                        | 31    |
| 3     | Канада                   | 11                       | 8                        | 10                       | 29    |
| 4     | США                      | 9                        | 8                        | 6                        | 23    |
| 5     | Нидерланды               | 8                        | 6                        | 6                        | 20    |
| 6     | Швеция                   | 7                        | 6                        | 1                        | 14    |
| 7     | Республика Корея         | 5                        | 8                        | 4                        | 17    |
| 8     | Швейцария                | 5                        | 6                        | 4                        | 15    |
| 9     | Франция                  | 5                        | 4                        | 6                        | 15    |
| 10    | Австрия                  | 5                        | 3                        | 6                        | 14    |
| Всего | Всего                    | 103                      | 102                      | 102                      | 307   |

## Спортивные объекты
- Альпензия
  - Олимпийский парк Хвэнге: церемонии
  - Парк для прыжков с трамплина «Альпензия»: прыжки с трамплина, северное двоеборье
  - Центр биатлона «Альпензия»: биатлон
  - Лыжный центр «Альпензия»: лыжные гонки, северное двоеборье
  - Центр санных видов спорта «Альпензия»: бобслей, санный спорт, скелетон
  - Ёнпхён: горнолыжный спорт (гигантский слалом, слалом)
  - Олимпийская деревня Пхёнчхана: Олимпийская деревня
- Прибрежный кластер
  - Крытый ледовый каток: кёрлинг
  - Хоккейный центр Каннын: хоккей с шайбой
  - Овал Кёнпхо: конькобежный спорт
  - Ледовый зал Кёнпхо: фигурное катание, шорт-трек
  - Спортивная арена Университета Квандон: хоккей с шайбой
  - Олимпийская деревня Каннына: Олимпийская деревня
- Чунбон: горнолыжный спорт (скоростной спуск, супер-гигант)
- Бугван Фёникс Парк: сноуборд, фристайл

## Вещание
- Австралия : Seven Network.
- Австрия : ОRF.
- Азербайджан : Idman Azərbaycan.
- Азия : Dentsu.
- Армения : ОТА.
- Беларусь : Белтелерадиокомпания; Eurosport.
- Бразилия : Grupo Globo.
- Великобритания : BBC ; Eurosport.
- Венгрия : MTVA.
- Германия : ARD ; ZDF; Eurosport.
- Грузия : სსმ.
- Дания : DR.
- Европа : Discovery Communications ; Eurosport.
- Ирландия : RTÉ.
- Исландия : RÚV.
- Италия : RAI.
- Канада : ICI Radio-Canada Télé ; Réseau des sports (Французский) / CBC ; Bell Media ; Rogers Media (Английский).
- Карибские острова : International Media Content Ltd.
- Китай : CCTV.
- Латвия : LTV.
- Латинская Америка : América Móvil.
- Литва : TV3 ; TV6.
- MENA : beIN Sports.
- Молдова : Moldova 1; Eurosport.
- Нидерланды : NOS.
- Новая Зеландия : Sky Television.
- Норвегия : TVNorge.
- Океания : Sky Television.
- Польша : TVP.
- Республика Косово : RTK.
- Россия : Первый канал ; Россия-1 ; Матч ТВ; Матч! Игра; Матч! Арена; Матч! Наш спорт.
- Румыния : TVR.
- Северная Корея : KCTV[источник не указан 2701 день].
- Словакия : RTVS.
- Словения : RTV.
- США : NBCUniversal.
- Украина : НОТУ; Eurosport.
- Финляндия : Yle.
- Франция : France Télévisions.
- Хорватия : HRT.
- Чехия : ČT.
- Чёрная Африка : Econet Media ; SuperSport.
- Швейцария : SRG SSR.
- Швеция : Kanal 5.
- Эстония : Eesti Meedia.
- ЮАР : SABC ; SuperSport.
- Южная Корея : SBS.
- Япония : Japan Consortium.

Также были открыты три специальных дополнительных 24-часовых канала Eurosport (Eurosport-3, Eurosport-4, Eurosport-5), которые были доступны у европейских операторов по всей территории Европы, кроме Франции и России.

## Олимпиада-2018 в культуре

### В филателии и нумизматике
- 26 января 2018 года Почта Литвы выпустила две марки, на которых изображены зимние виды спорта (кёрлинг и шорт-трек). Художник марок — Екатерина Будрите. Тираж составил по 30 тысяч экземпляров[25].
- Почтовая марка Украины в честь Олимпийской сборной этой страны. Номинал 9 гривен.
- Сцепка из двух марок Лихтенштейна.
- Марка Южной Кореи 2011 года в честь победы заявки на проведение игр.
- Марка Эстонии 2018 года.
- 3 почтовых блока Южной Кореи.
- Блок марок Южной Кореи к Паралимпийским играм.
- Марка Швейцарии в честь Олимпийской сборной этой страны[26].
- Сцепка из 4 марок Польши по 5.2 злотых[27]
- Три блока марок Республики Чад в честь игр 2018 года с изображением чемпионов игр в Сочи[28].

- Марки Литвы
- Марка Украины